# Ferrovia Olavarría-General La Madrid-Bahía Blanca
La ferrovia Olavarría-General La Madrid-Bahía Blanca (Ramal Olavarría-General La Madrid-Bahía Blanca in spagnolo) è una linea ferroviaria argentina che attraversa la parte centro-meridionale della provincia di Buenos Aires e forma parte della rete General Roca.
Forma parte della linea a lunga distanza Buenos Aires-Bahía Blanca ed è gestita dalla compagnia statale Trenes Argentinos Operaciones. I treni merci sono invece operati dalla compagnia Ferroexpreso Pampeano.